# Goran Pandurović
Goran Pandurović, né le 16 juillet 1963 à Titovo Užice en Yougoslavie (aujourd'hui Užice en Serbie), est un footballeur serbe, évoluant au poste de gardien de but notamment au Partizan Belgrade et en équipe de Yougoslavie.
Pandurović est sélectionné quatre fois pour l'équipe de Yougoslavie entre 1994 et 1995.

## Carrière
- 1985-1989 : FK Sloboda Užice  Yougoslavie
- 1989-1995 : FK Partizan Belgrade  RF Yougoslavie
- 1995-1998 : Stade rennais  France[1]

## Palmarès

### En équipe nationale
- 4 sélections et 0 but avec l'équipe de Yougoslavie entre 1994 et 1995.

### Avec le Partizan Belgrade
- Vainqueur du Championnat du Yougoslavie en 1993 et 1994.
- Vainqueur de la Coupe de Yougoslavie en 1992 et 1994.

## Source
- Marc Barreaud, Dictionnaire des footballeurs étrangers du championnat professionnel français (1932-1997), L'Harmattan, 1997